# Mariano (calciatore 1986)
Mariano Ferreira Filho, noto semplicemente come Mariano (São João, 23 giugno 1986), è un calciatore brasiliano, difensore dell'América-MG.

## Caratteristiche tecniche
È un terzino destro, dotato di buona velocità possiede un buon dribbling e soprattutto una grande capacità di corsa.

## Carriera

### Club

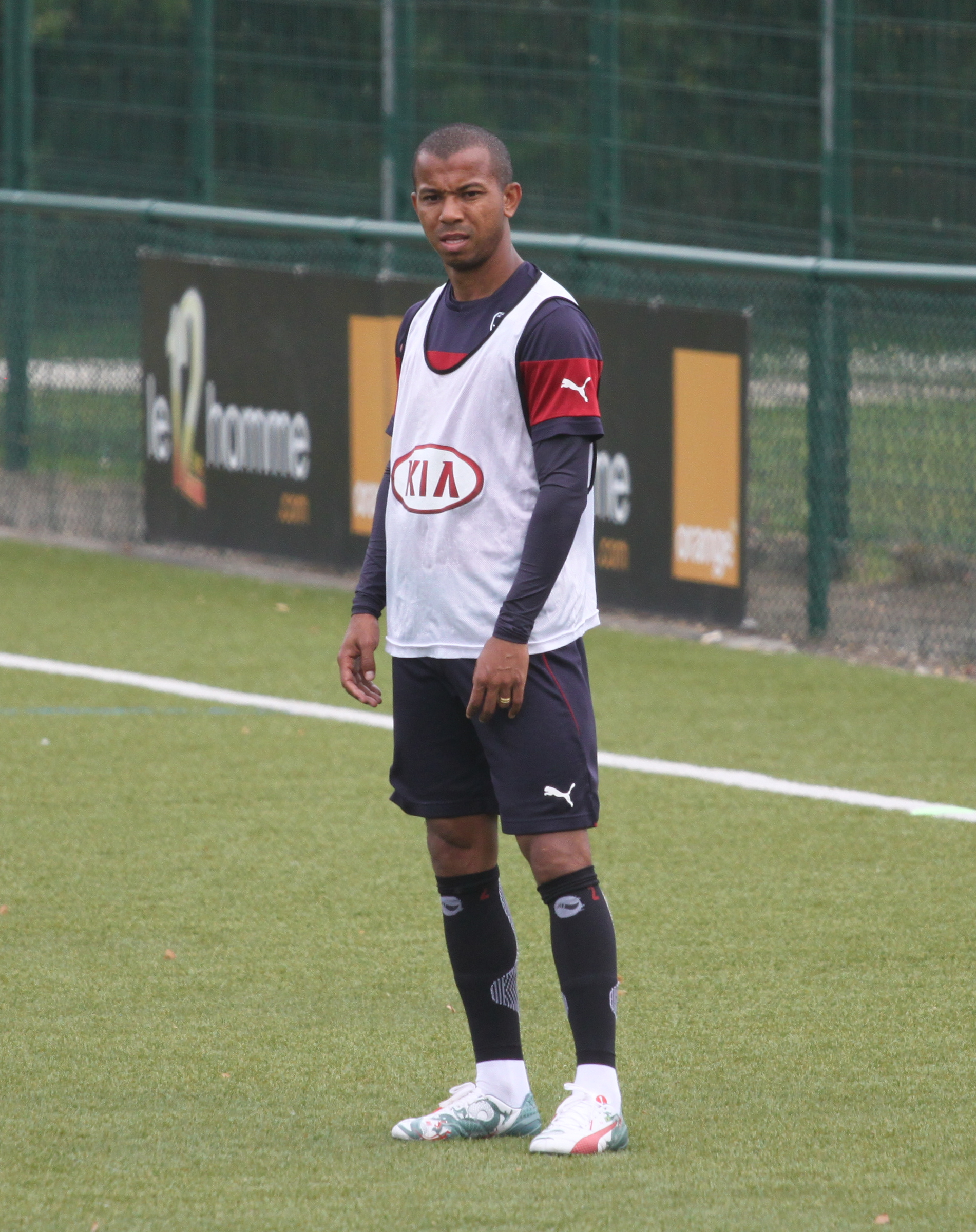
Mariano in allenamento con il Bordeaux nel 2015.

Dopo aver trascorso due stagioni con la maglia del Fluminense si trasferisce in Francia, nel 2012, precisamente al Bordeaux, dove in quattro anni colleziona globalmente 143 presenze e 4 reti in tutte le competizioni.

#### Siviglia
Il 17 luglio 2015 si trasferisce al Siviglia, per circa 3,5 milioni di euro. Il 18 maggio 2016 vince la finale di Europa League 2015-2016, giocando da titolare nella partita vinta 3-1 contro il Liverpool.

#### Galatasaray
Il 17 luglio 2017, passa ai turchi del Galatasaray per circa 5 milioni, firmando un triennale.

### Nazionale
Nel settembre 2010 viene convocato per la prima volta nella Selecao dal commissario tecnico Menezes. Il 25 marzo 2017 a distanza di 6 anni e mezzo viene convocato in nazionale dal commissario tecnico Tite, per sostituire il diffidato Dani Alves nella partita del 29 marzo contro il Paraguay, valevole per la qualificazione ai mondiali del 2018, senza tuttavia mai debuttare..

## Statistiche

### Presenze e reti nei club
Statistiche aggiornate al 26 gennaio 2019.
| Stagione           | Squadra            | Campionato         | Campionato | Campionato | Coppe nazionali | Coppe nazionali | Coppe nazionali | Coppe continentali | Coppe continentali | Coppe continentali | Altre coppe | Altre coppe | Altre coppe | Totale | Totale |
| Stagione           | Squadra            | Comp               | Pres       | Reti       | Comp            | Pres            | Reti            | Comp               | Pres               | Reti               | Comp        | Pres        | Reti        | Pres   | Reti   |
| ------------------ | ------------------ | ------------------ | ---------- | ---------- | --------------- | --------------- | --------------- | ------------------ | ------------------ | ------------------ | ----------- | ----------- | ----------- | ------ | ------ |
| 2009               | Fluminense         | A                  | 20         | 2          | CB              | 0               | 0               | CS                 | 8                  | 0                  | -           | -           | -           | 28     | 2      |
| 2010               | Fluminense         | A                  | 34         | 3          | CB              | 0               | 0               | -                  | -                  | -                  | -           | -           | -           | 28     | 3      |
| 2011               | Fluminense         | A                  | 36         | 1          | CB              | -               | -               | CL                 | 8                  | 0                  | -           | -           | -           | 44     | 1      |
| Totale Fluminense  | Totale Fluminense  | Totale Fluminense  | 90         | 6          |                 | 0               | 0               |                    | 16                 | 0                  |             | -           | -           | 106    | 6      |
| gen.-giu. 2012     | Bordeaux           | L1                 | 19         | 0          | CF+CdL          | 2+0             | 0               | -                  | -                  | -                  | -           | -           | -           | 21     | 0      |
| 2012-2013          | Bordeaux           | L1                 | 32         | 1          | CF+CdL          | 5+0             | 1               | UEL                | 9                  | 0                  | -           | -           | -           | 46     | 2      |
| 2013-2014          | Bordeaux           | L1                 | 38         | 0          | CF+CdL          | 1+1             | 0               | -                  | -                  | -                  | SF          | 1           | 0           | 41     | 0      |
| 2014-2015          | Bordeaux           | L1                 | 31         | 1          | CF+CdL          | 2+2             | 0+1             | -                  | -                  | -                  | -           | -           | -           | 35     | 2      |
| Totale Bordeaux    | Totale Bordeaux    | Totale Bordeaux    | 120        | 2          |                 | 13              | 2               |                    | 9                  | 0                  |             | 1           | 0           | 143    | 4      |
| 2015-2016          | Siviglia           | PD                 | 23         | 0          | CR              | 2               | 0               | UCL+UEL            | 5+6                | 0+1                | SU          | 1           | 0           | 37     | 1      |
| 2016-2017          | Siviglia           | PD                 | 31         | 0          | CR              | 1               | 0               | UCL                | 8                  | 0                  | SU+SS       | 1+2         | 0           | 43     | 0      |
| Totale Siviglia    | Totale Siviglia    | Totale Siviglia    | 54         | 0          |                 | 3               | 0               |                    | 19                 | 1                  |             | 4           | 0           | 80     | 1      |
| 2017-2018          | Galatasaray        | SL                 | 26         | 2          | CT              | 2               | 0               | UEL                | 0                  | 0                  | -           | -           | -           | 28     | 2      |
| 2018-2019          | Galatasaray        | SL                 | 18         | 0          | CT              | 0               | 0               | UCL                | 3                  | 0                  | ST          | 0           | 0           | 21     | 0      |
| Totale Galatasaray | Totale Galatasaray | Totale Galatasaray | 44         | 2          |                 | 2               | 0               |                    | 3                  | 0                  |             | 0           | 0           | 49     | 2      |
| Totale carriera    | Totale carriera    | Totale carriera    | 398        | 11         |                 | 18              | 2               |                    | 47                 | 3                  |             | 5           | 0           | 468    | 16     |

## Palmarès

### Club

#### Competizioni nazionali
- Campionato brasiliano: 3

Fluminense: 2010, 2012
Atletico Mineiro: 2021
- Coppa di Francia: 1

Bordeaux: 2012-2013
- Campionato turco: 2

Galatasaray: 2017-2018, 2018-2019
- Coppa di Turchia: 1

Galatasaray: 2018-2019
- Supercoppa di Turchia: 1

Galatasaray: 2019
- Coppa del Brasile: 1

Atlético Mineiro: 2021
- Supercoppa del Brasile: 1

Atlético Mineiro: 2022

#### Competizioni statali
- Campionato Mineiro: 3

Cruzeiro: 2006
Atlético Mineiro: 2022, 2024
- Campionato Carioca: 1

Fluminense: 2012
- Taça Guanabara: 1

Fluminense: 2012

#### Competizioni internazionali
- UEFA Europa League: 1

Siviglia: 2015-2016

### Individuale
- Squadra della stagione della UEFA Europa League: 1

2015-2016